# Fèlids
Els fèlids (Felidae) són una família de l'ordre dels carnívors (Carnivora), subordre dels feliformes (Feliformia). La seva alimentació és la més carnívora de l'ordre. Entre les seves característiques figura un cap arrodonit, amb un crani curt i trenta peces dentàries, urpes retràctils excepte unes poques espècies. Són digitígrads (caminen sobre els dits, sense que el palmell toqui terra).

## Origen i evolució

### Els primers fèlids
L'origen dels fèlids està mal documentat, ja que els seus avantpassats vivien, en general, al medi tropical, el qual no té bones condicions de fossilització. Les espècies fòssils considerades més properes a l'ancestre comú dels fèlids són: Pronailurus (un petit carnisser europeu i arborícola, que va aparèixer fa uns 40 milions d'anys) i més tard Pseudaelurus, que visqué fa uns 9–20 milions d'anys a Europa i Àsia del qual divergirien els fèlids actuals fa uns 10,8 milions d'anys.

### Dispersió i colonització dels fèlids
Segon un estudi de Warren Johnson i Stephen O'Brien a partir d'anàlisi d'ADN mitocondrial de les espècies vives, els fèlids haurien efectuat dues ones migratòries, una fa uns nou milions d'anys, en què des d'Àsia passaren fins a Àfrica i Amèrica, gràcies a la baixada del nivell dels oceans. Una altra ona migratòria tingué lloc fa uns 4 milions d'anys, en què els fèlids d'Amèrica tornaren de nou al Vell Mon, en particular guepards i linxs.

### Els fèlids de dents de sabre

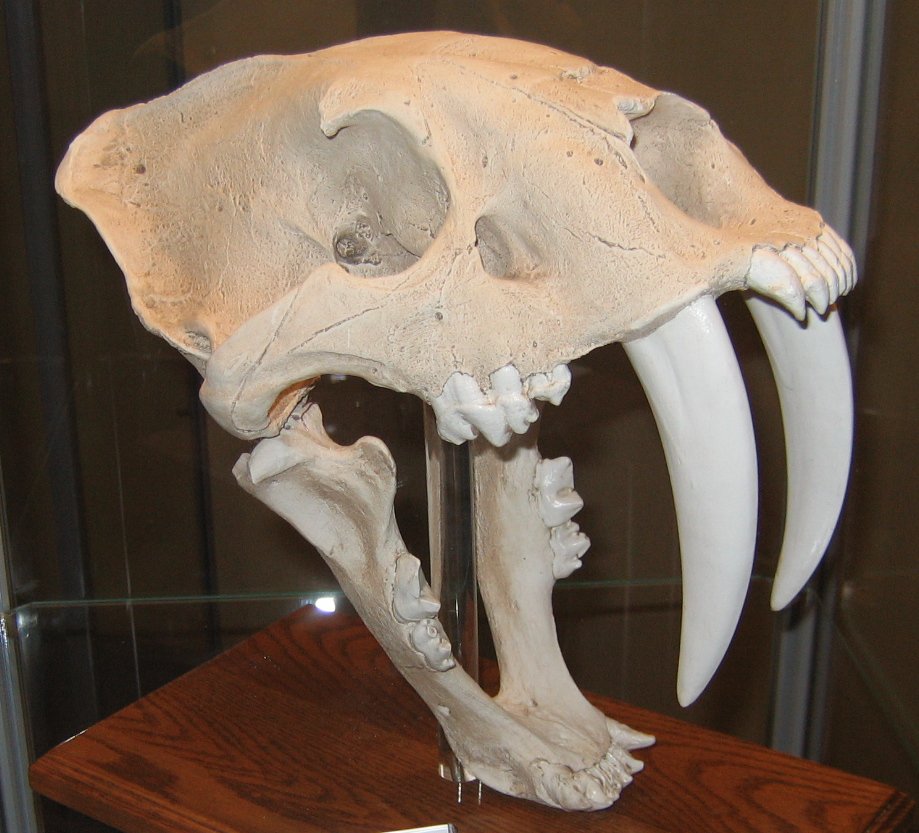
Crani de Smilodon

Els fèlids de dents de sabre, són en realitat membres de dues famílies diferents de carnívors, els Nimravidae, que no són autèntics fèlids i els Machairodontinae, una subfamília extinta d'autèntics fèlids, en un clar exemple de fenomen de convergència evolutiva. Aquest mateix cas és el d'un grup molt llunyà filogenèticament, el dels Thylacosmilus, un grup de marsupials.

## Descripció
Les diferents espècies tenen un ampli ventall de grandàries, des del gat de peus negres, amb un pes d'1,5 kg, fins als més de 300 kg del tigre siberià. Tot i aquestes diferències comparteixen moltes característiques.

### Esquelet i musculatura
Amb independència de la seva grandària, tots els fèlids tenen un esquelet flexible, sobretot pel que fa a la columna vertebral, activada per una musculatura també molt flexible. Les escàpules i les clavícules són molt lliures i estan subjectades per pocs lligaments, el que permet gran varietat de moviments. Els músculs més desenvolupats són els de les potes posteriors, això els permet fer grans salts i córrer molt ràpidament. L'anatomia dels fèlids està doncs, perfectament adaptada a la caça, imprescindible per la seva supervivència. Però cada felí és diferent i segons el tipus de presa tindrà diferents adaptacions fisiològiques.
La mandíbula curta i la disminució de les fosses nasals, és una innovació de la família Felidae. El crani és més curt que el d'altres carnívors i té a més menys dents. Això augmenta la força del seu mos en permetre un moviment vertical de la mandíbula. L'articulació entre maxil·lars, no permet la masticació horitzontal, com els remugants, per exemple. L'elasticitat del cartílag hioides, sobre la laringe, ha permès la separació tradicional dels grans fèlids (Pantherinae) respecte dels petits fèlids (Felinae). Les vibrisses (vulgarment conegudes com a bigotis) són un element important del sentit del tacte. Al voltant del musell, sota el mentó, les galtes i les celles, estan en llocs estratègics. Com el pèl, cauen i es reposen durant tota la vida del gat.
L'esquelet dels fèlids es caracteritza per una clavícula «flotant», connectada amb l'estèrnum per un únic lligament, cosa que li dona una gran flexibilitat a les potes anteriors: els fèlids poden desplaçar, per exemple, els muscles alternativament, el que no és el cas de tots els carnívors. Per altra banda, els membres davanters són molt flexibles (excepte en el cas del guepard, que ho compensa en la flexibilitat de l'espina), el que els permet tenir una gran precisió. També poden separar lateralment les potes, el que fa que puguin atrapar peces majors que ells o pujar als arbres. Els membres posteriors són majors que els anteriors, el fa que tinguin una gran capacitat d'acceleració. Els fèlids són digitígrads, això vol dir que caminen sobre els dits. Tenen cinc dits a les potes anteriors (malgrat que el cinquè, molt reduït no arriba a terra) i quatre a les posteriors. La planta del peu està coberta per un coixí, que la fa molt flexible i silenciosa.

### Ulls

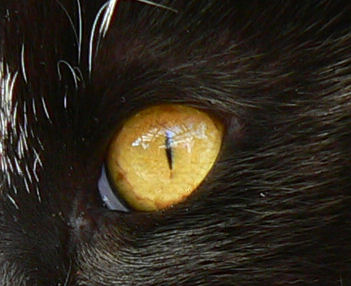
Pupil·la de gat domèstic a plena llum

Els ulls estan situats de manera frontal, el que permet la visió binocular, molt important en els depredadors. L'angle de visió binocular és de 130º, per a un camp de visió total de 287º, contra els 180° de l'home. La pupil·la es pot contraure, segon les espècies, a un cercle petit i rodó o una fina línia vertical, amb l'animal a plena llum, arribant a gran i rodona en absència de lluminositat. L'ull d'un felí és sis vegades més sensible en la foscor que l'ull humà. L'ull del felí està poc dotat per a distingir els colors, tenint una visió amb matisos grisencs. Això no és molt important pels depredadors; per a ells és molt més important la percepció del moviment. A causa de l'emplaçament de la fòvea, on estan la major part de les cèl·lules fotosensibles, un felí sovint mou el cap diverses voltes abans de saltar sobre una presa, per tal de guanyar en precisió.

### Orelles

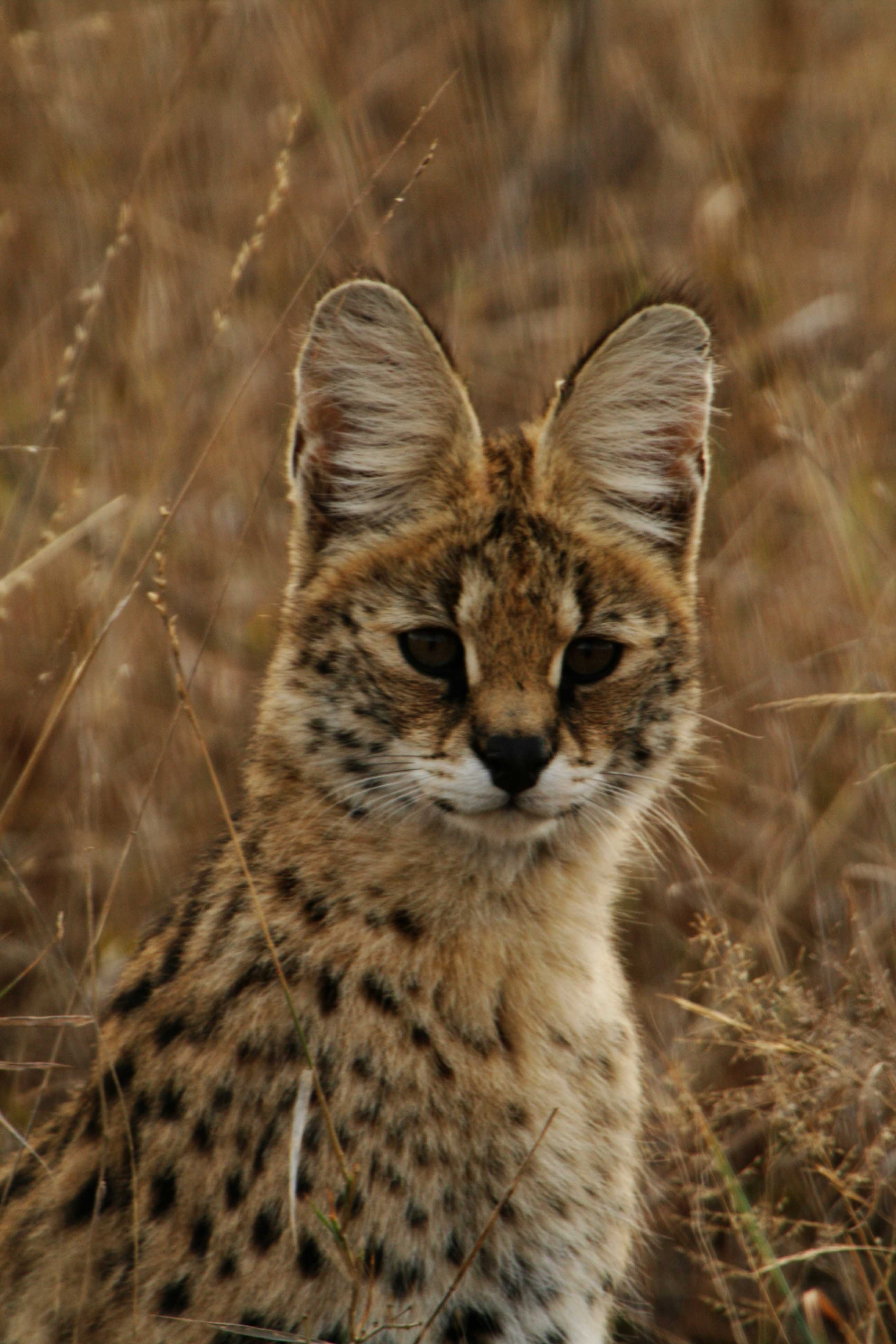
Serval, fèlid de grans orelles

Les orelles dels fèlids són molt sensibles i un bon nombre d'ells, com el serval, localitzen les seves preses emprant l'oïda. Molt mòbils, són a més un òrgan important de comunicació corporal. Les facultats de l'orella felina estan molt per davant de les dels humans.
Les orelles són sensibles a la temperatura i són un sistema de pèrdua de calor. Per això els fèlids que viuen a llocs freds (com el lleopard de les neus) tenen orelles petites, al contrari del gat del desert que té grans pavellons per refrigerar el seu organisme. També depèn del tipus de presa: amb un animal-presa que fa poc soroll (per exemple petit o subterrani), caldran uns pavellons auditius majors, que reflectin fins a l'últim so. Alguns fèlids, com els linxs i el caracal tenen pinzells de pèls sobre les orelles, que arriben fins als 5 cm. Cap estudi ha demostrat que aquests ornaments millorin l'audició.

### Òrgan de Jacobson
L'òrgan de Jacobson, prop del paladar, permet el felí «tastar» alguns olors específics, com les marques olfactives d'altres fèlids. L'ús d'aquest òrgan es caracteritza per un gest que consisteix a obrir la boca mostrant la geniva. És un complement del sentit de l'olfacte dels fèlids, que és molt complex.

### Llengua

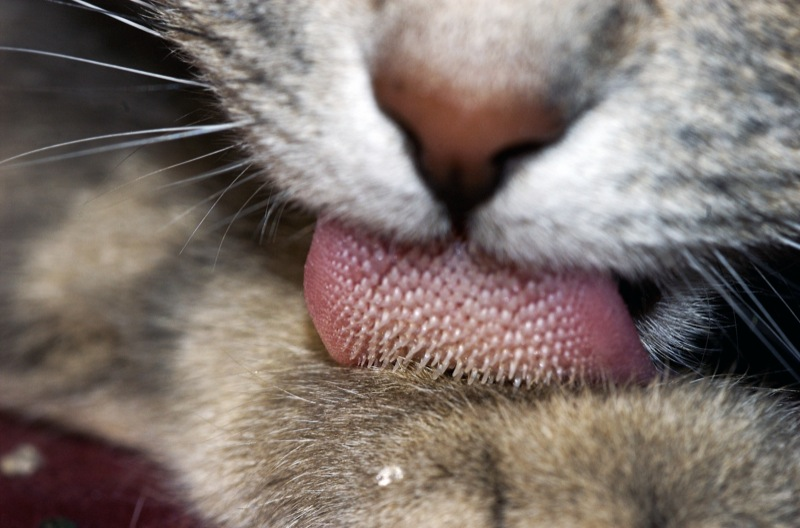
Llengua amb les seves papil·les

La llengua dels fèlids està coberta per papil·les còrnies orientades cap arrere, el que els permet llepar més fàcilment l'aigua i també netejar-se, retirar en part els pèls de les seves preses i raspar la carn.

### Dentadura
La fórmula dental dels fèlids és I 3/3, C 1/1, P 3/2, M1/1. En total 30 dents, excepte al gènere Lynx i al gat de Pallas, que no tenen la primera premolar superior i, per tant, tenen 28 dents. Els ullals són més llargs que els dels llops. Arribaven als 18 cm en temps dels tigres de dents de sabre. Els dotze petits incisius els fan servir per arrancar les plomes o pels i la carn dels ossos. Sobre els costats de les mandíbules es troben les premolars i els queixals. Són menys útils pels fèlids, que masteguen poc el menjar. Les darreres premolars superiors i les primeres molares inferiors són agudes i fetes per destrossar la carn, no pas per a la masticació.

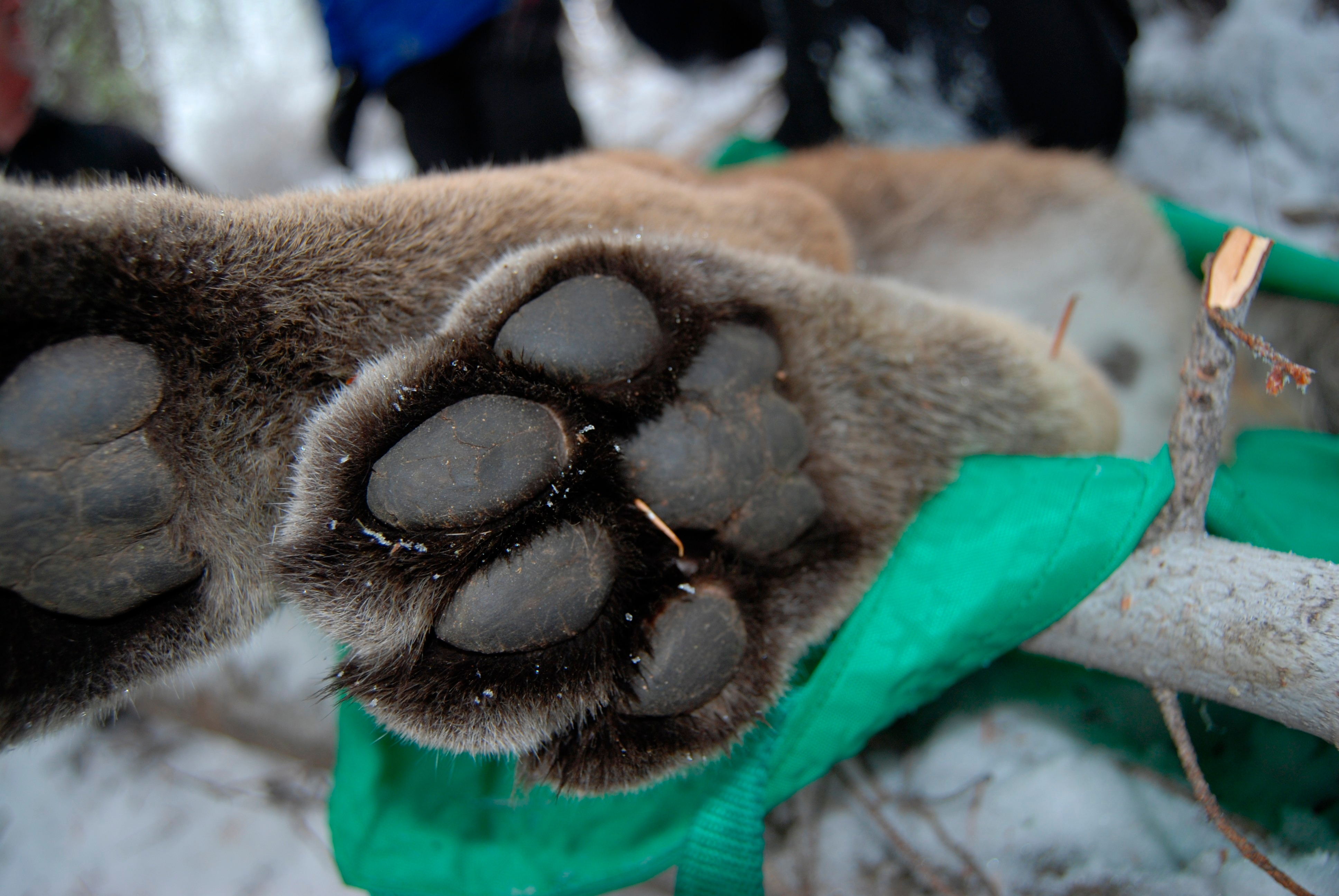
Peu de puma

### Ungles
Els fèlids, fora del guepard, el gat pescador i el gat capplà, tenen unes urpes retràctils. No són, però, els únics carnívors amb aquesta característica. Les urpes són un element important del sentit del tacte.
La sortida de les urpes es produeix per la contracció voluntària dels músculs flexors dels dits. En repòs, nombrosos tendons guarden les urpes dins d'un embolcall protector.

## Comportament social
Malgrat que gairebé tots són solitaris, la vida social dels fèlids pot dependre de qüestions ecològiques, així és més probable que associen si han de caçar preses molt grosses, difícils per un a soles.

### Comunicació
Hi ha diferents maneres de comunicació entre els fèlids. Com altres mamífers són poc cridaners, però poden comunicar-se per vocalitzacions. Com els humans, emeten sons amb les cordes vocals durant l'expiració. La freqüència d'aquests sons està entre 50 i 10 000 hertzs, amb un repertori molt variat, des del ronc fins al rugit. Alguns sons són típics d'una espècie concreta.
Els mascles d'espècies solitàries, fan servir les vocalitzacions principalment en període de reproducció, per cridar la femella o informar de l'ocupació d'un territori. Aquestes vocalitzacions poden ser complementades per marques olfactives, per mitjà de diferents substàncies (feromones, orina, etc.) i visuals (marques de les urpes als arbres, etc.).
En els fèlids socials, la comunicació és indispensable per a l'estabilitat del grup. Entre ells, les vocalitzacions són més nombroses i complexes. El miol de crida, és un dels més freqüents i es pot fer servir en moltes situacions, per exemple quan les mares es comuniquen amb els seus cadells. Quan volen mostrar la seva agressivitat, els fèlids grunyen, mentre que en trobades amistoses emeten roncs i es netegen el pèl en senyal de submissió. Molt conegut pels gats domèstics és el ronc, també emprat per altres fèlids per mostrar satisfacció. Els fèlids també utilitzen entre ells postures significatives, per exemple per a indicar un perill, per convidar a l'acoblament, per amenaçar un adversari, o per a mostrar submissió. Aquestes actituds completen les vocalitzacions.

### Vida en solitari
Els fèlids solitaris són generalment nocturns i veuen bé en la foscor. Viuen en territoris de forma i grandària variable, amb zones d'activitat diferenciades (zona d'alimentació, descans, punt d'aigua, etc.). Per a alimentar-se cacen preses diferents segon l'espècie i el lloc on visquin. Però malgrat les seves aptituds, la caça no està garantida i poden estar dies sense menjar. El guepard, per exemple, s'estima que la caça és productiva en un de cada tres intents.
Fora del moment de la caça, els fèlids dediquen la major part del dia a dormir (fins a 18 hores diàries) o a descansar a la porta del seu abric. El règim carnívor dels fèlids explica aquest comportament: la carn es digereix ràpidament, el que els permet menjar amb poca freqüència i la caça és un exercici fort que els deixa molt esgotats.

### Les excepcions
Durant el zel, quan un mascle troba una femella receptiva, la segueix per alguns dies, fins a l'acoblament. De vegades continua més temps acompanyant-la, arribant a ocupar-se dels cadells en alguns casos. A part d'aquest període, són rares les trobades entre femelles o amb els mascles, preferint romandre a distància gràcies a les marques olfactives que marquen els límits del territori. Com a excepció, un mascle pot caçar una gran presa i compartir-la amb les femelles que viuen al seu territori. Tots aquests casos demostren que són uns solitaris relatius. Un cas clar és el dels joves mascles que després de deixar la mare, continuen junts fins que trobin el seu propi territori.

### El cas particular del lleó

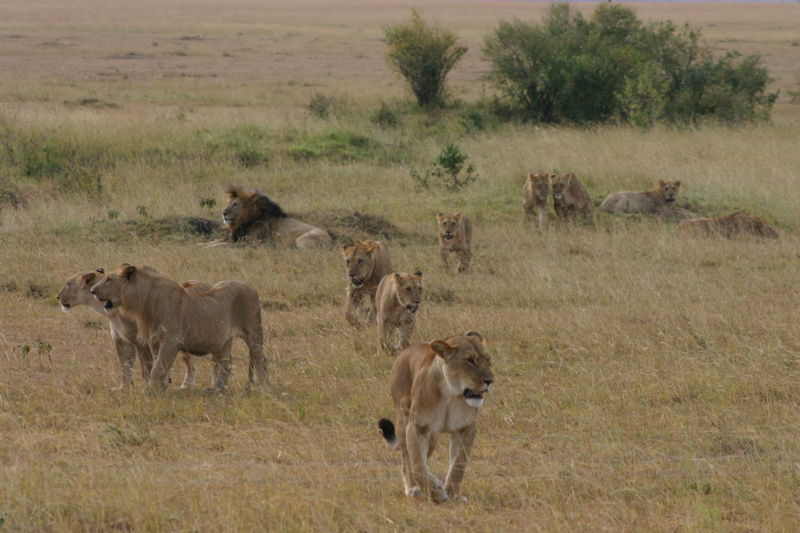
Esbart de lleons

Els lleons són, a diferència de la resta de fèlids, un dels carnívors més sociables, vivint en grups d'una vintena d'individus, molt units, amb mascles (d'un a set), femelles (unes deu) i llurs cadells. El nombre d'individus el limita la quantitat de preses al territori, que pot arribar als 500 km², per la qual cosa els mascles joves deixen el grup per a formar la seva pròpia família quan arriben a la maduresa sexual. Són les lleones les que s'encarreguen de caçar i els mascles de la defensa del territori contra els intrusos, guardant la seguretat dels joves. Un mascle rarament és el dominant per més de quatre anys i són substituïts per un més jove, que ha guanyat el lloc lluitant contra l'altre. D'eixa manera s'aporta sang nova al grup.

## Hàbitat
Viuen en hàbitats molt variats, però tres quartes parts de les espècies habiten al medi forestal. Els fèlids van conquerir tots els continents excepte Austràlia i l'Antàrtida (a excepció del gat domèstic).

## Classificació clàssica
Després de l'arribada dels estudis d'ADN, la classificació dels fèlids ha patit nombrosos canvis. S'han evidenciat noves espècies, mentre altres passen a ser considerades varietats. Tradicionalment els fèlids actuals s'han classificat en dues o tres subfamílies:
- Subfamília dels felins (Felinae).
- Subfamília dels panterins (Pantherinae)
- La subfamília Acinonychinae, amb el guepard (Acinonyx jubatus) com a única espècie, no és reconeguda per la base de dades del Sistema Integrat d'Informació Taxonòmica, que inclou l'espècie a la subfamília Felinae.

A aquestes s'afegeixen dues subfamílies sense espècies vives: 
- Els Machairodontinae que conté els fèlids amb dent de sabre.
- Els Proailurinae

### Espècies actuals
- Subfamília Pantherinae
  - Gènere Neofelis

Jaguar (Panthera)

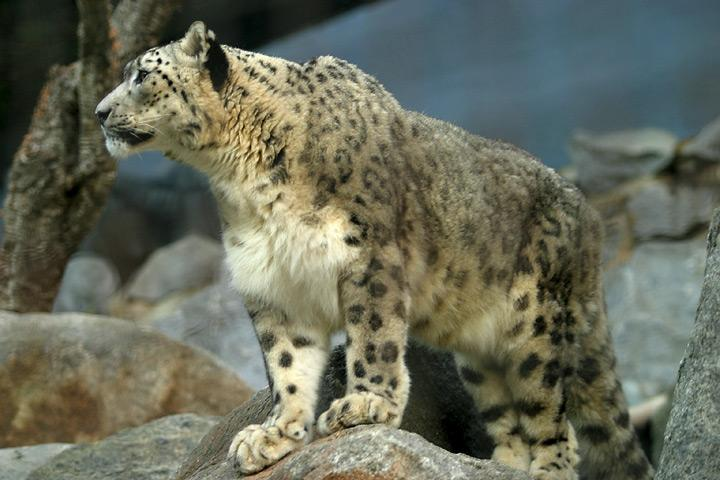
Pantera de les neus (Uncia)

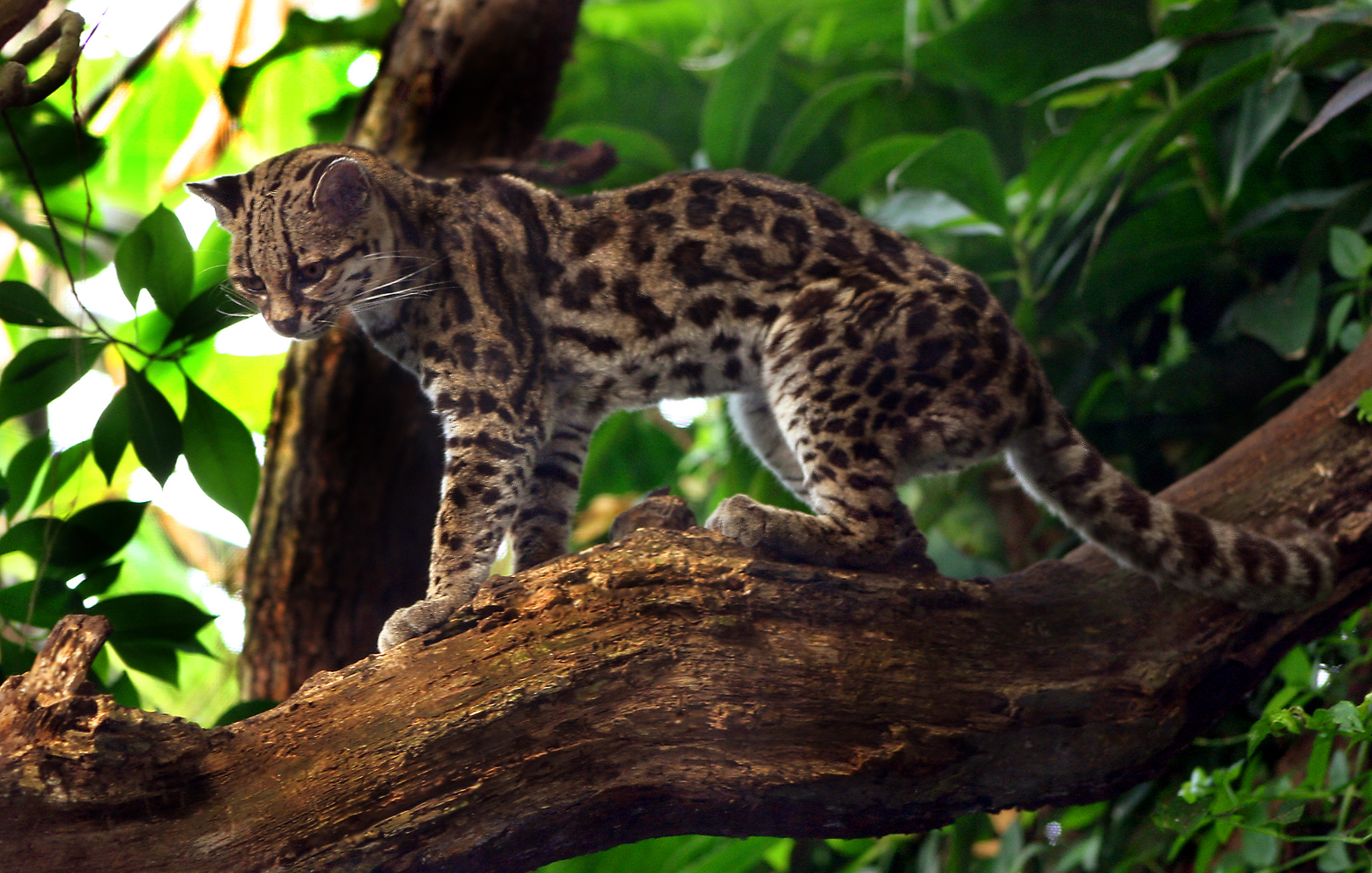
Gat margay (Leopardus)

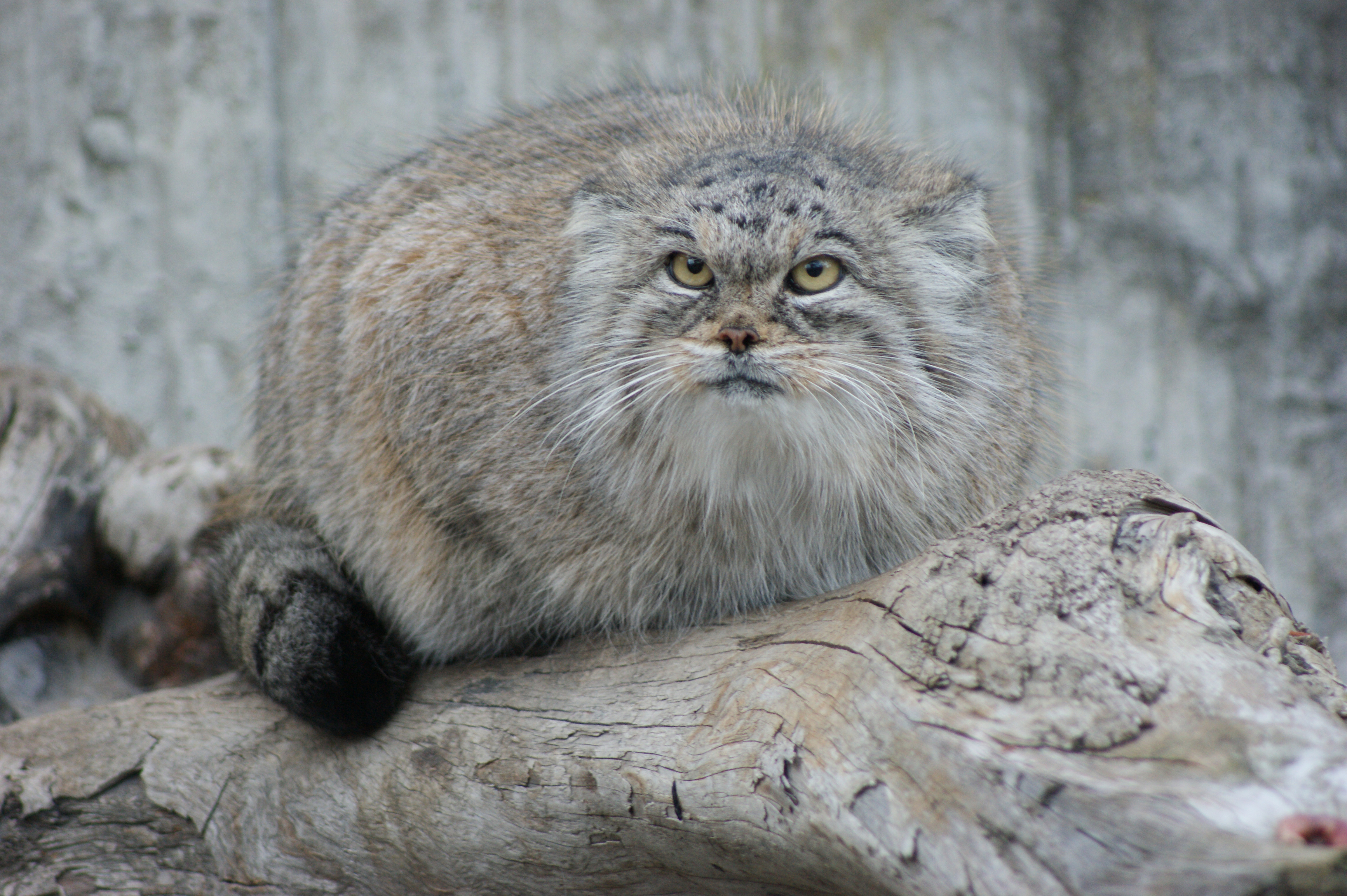
Gat de Pallas (Otocolobus)

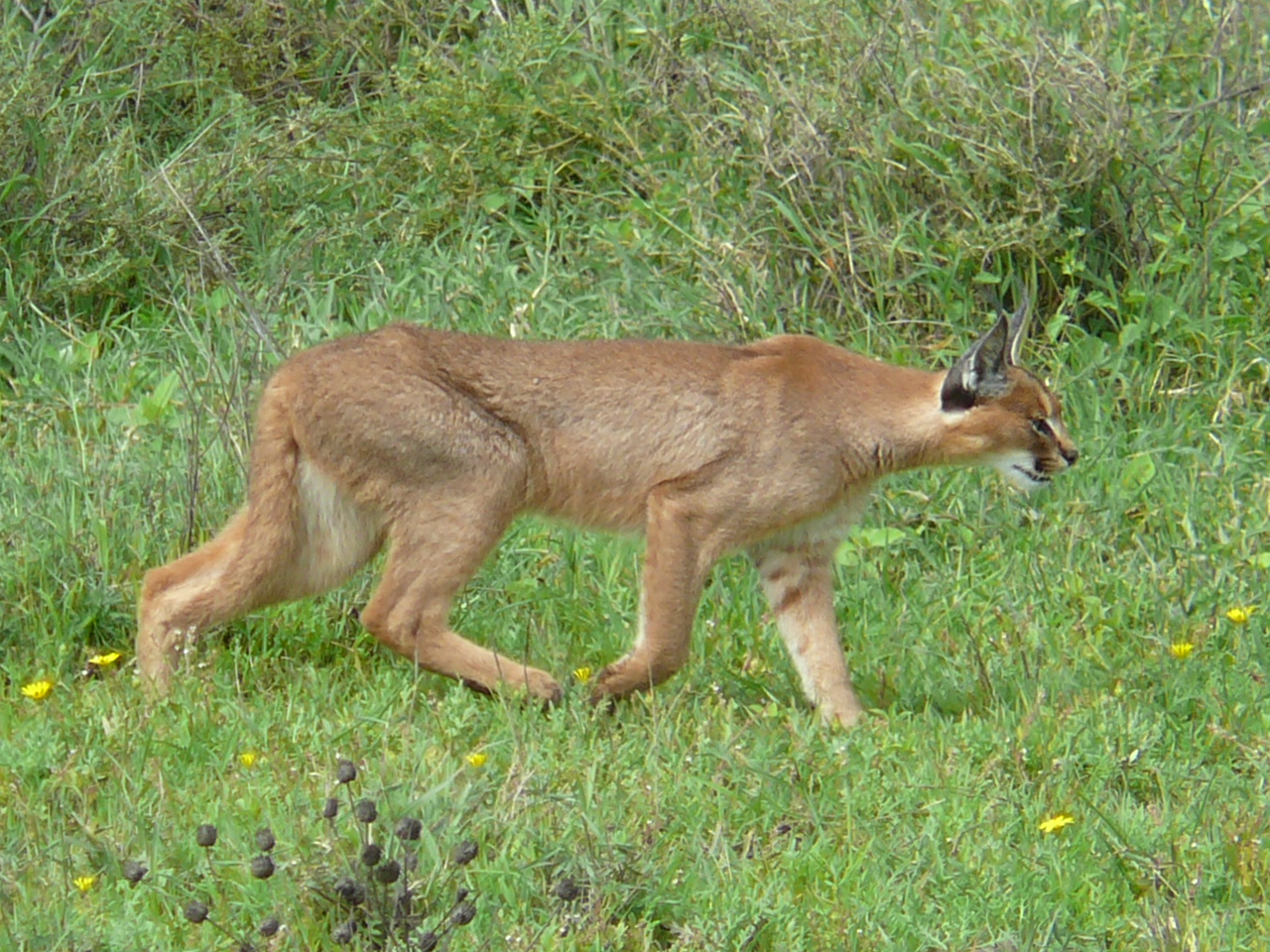
Caracal (Caracal)

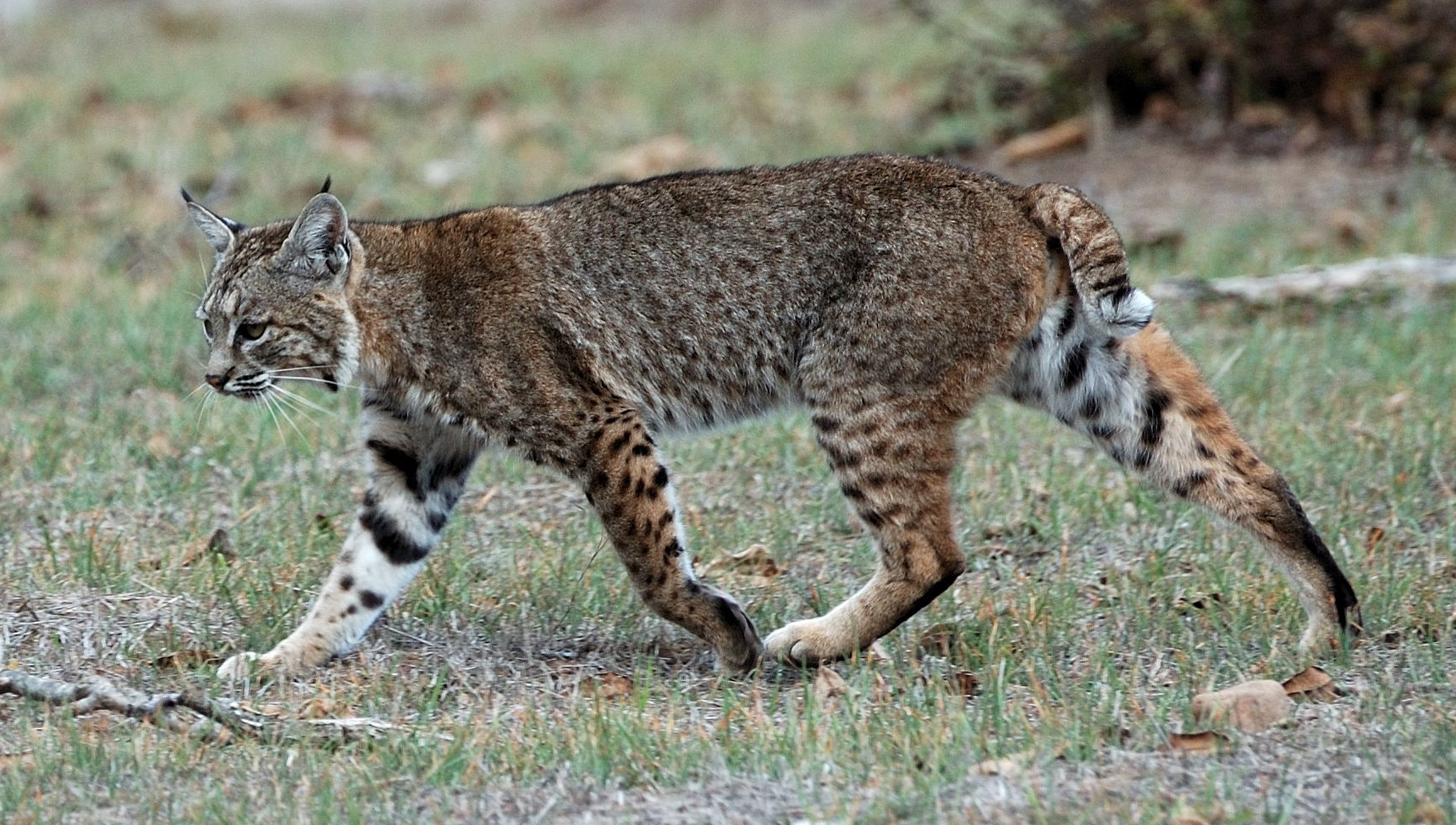
Linx vermell (Lynx)

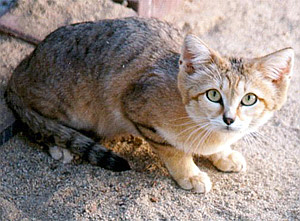
Gat de la sorra (Felis)

    - Pantera nebulosa (Neofelis nebulosa)
    - Pantera nebulosa de Borneo (Neofelis diardi)

  - Gènere Panthera
    - Tigre (Panthera tigris)
    - Jaguar (Panthera onca)
    - Lleó (Panthera leo)
    - Lleopard (Panthera pardus)

  - Gènere Uncia
    - Pantera de les neus (Uncia uncia)
- Subfamília Felinae
  - Gènere Pardofelis
    - Gat marbrat (Pardofelis marmorata)

  - Gènere Catopuma
    - Gat de Borneo (Catopuma badia)
    - Gat daurat asiàtic (Catopuma temminckii)

  - Gènere Leptailurus
    - Serval (Leptailurus serval)

  - Gènere Caracal
    - Gat daurat africà (Caracal aurata)
    - Caracal (Caracal caracal)

  - Gènere Leopardus
    - Ocelot (Leopardus pardalis)
    - Gat tigrat (Leopardus tigrinus)
    - Gat margay (Leopardus wiedii)
    - Gat de la Pampa (Leopardus colocolo)
    - (Leopardus braccatus)
    - (Leopardus pajeros)
    - Gat de Geoffroy (Leopardus geoffroyi)
    - Gat kodkod (Leopardus guigna)
    - Gat dels Andes (Leopardus jacobita)

  - Gènere Lynx
    - Linx del Canadà (Lynx canadensis)
    - Linx nòrdic (Lynx lynx)
    - Linx ibèric (Lynx pardinus)
    - Linx roig (Lynx rufus)

  - Gènere Prionailurus
    - Gat de Bengala (Prionailurus bengalensis)
    - Gat capplà (Prionailurus planiceps)
    - Gat rovellat (Prionailurus rubiginosus)
    - Gat pescador (Prionailurus viverrinus)
    - Gat d'Iriomote (Prionailurus iriomotensis)

  - Gènere Felis
    - Gat del desert xinès (Felis bieti)
    - Gat de la jungla (Felis chaus)
    - Gat de peus negres (Felis nigripes)
    - Gat de la sorra (Felis margarita)
    - Gat salvatge (Felis silvestris)
    - Gat domèstic (Felis catus). Sovint inclòs a F.silvestris.

  - Gènere Otocolobus, sovint inclòs en el gènere Felis.
    - Gat de Pallas (Otocolobus manul)

  - Gènere Puma
    - Puma (Puma concolor)

  - Gènere Herpailurus. Sovint inclòs en el gènere Puma.
    - Jaguarundi (Herpailurus yagouaroundi)
- Subfamília Acinonychinae, sovint inclosa a la subfamília Felinae.
  - Gènere Acinonyx
    - Guepard (Acinonyx jubatus)

### Gèneres fòssils

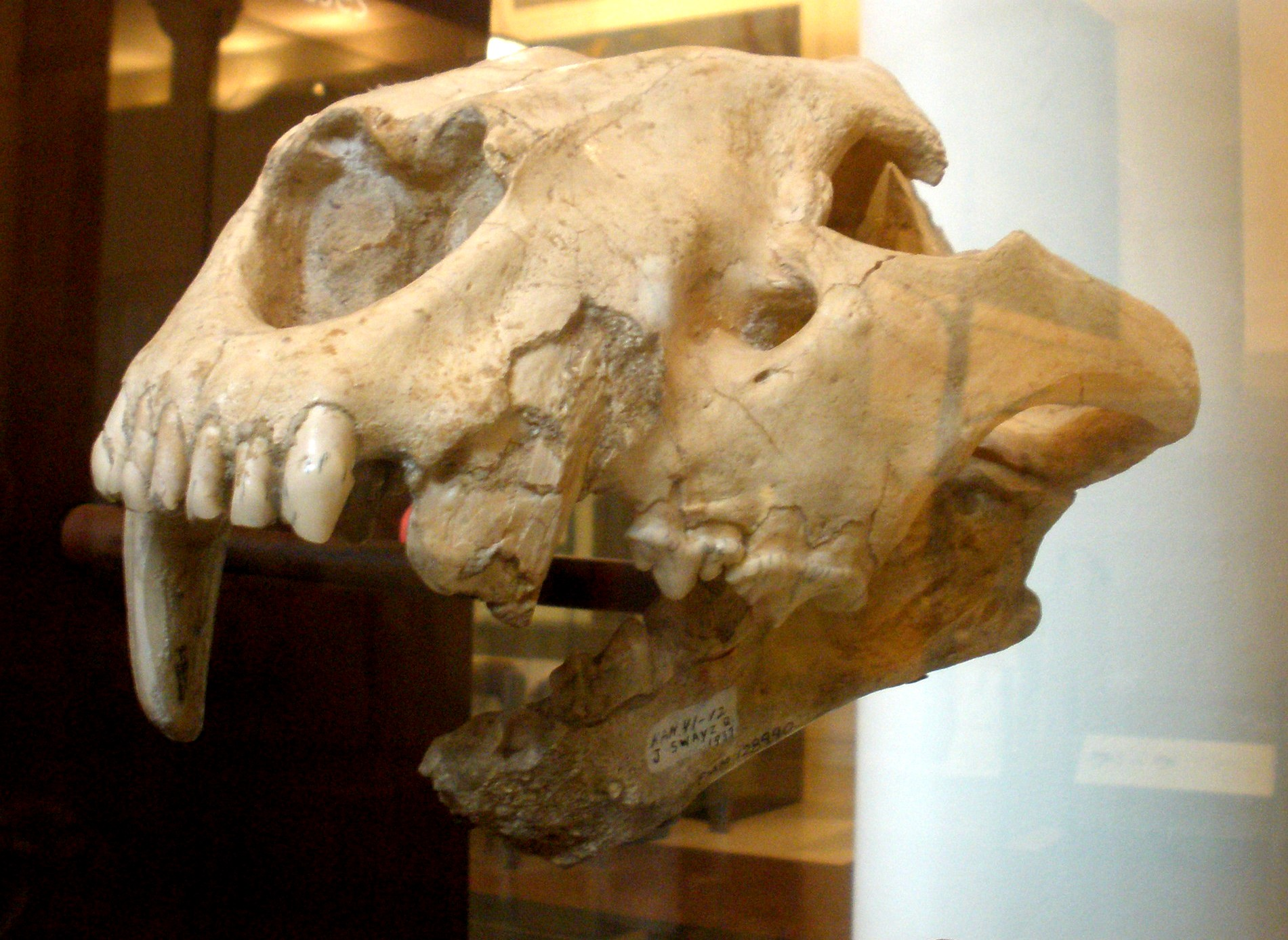
Crani de Nimravides

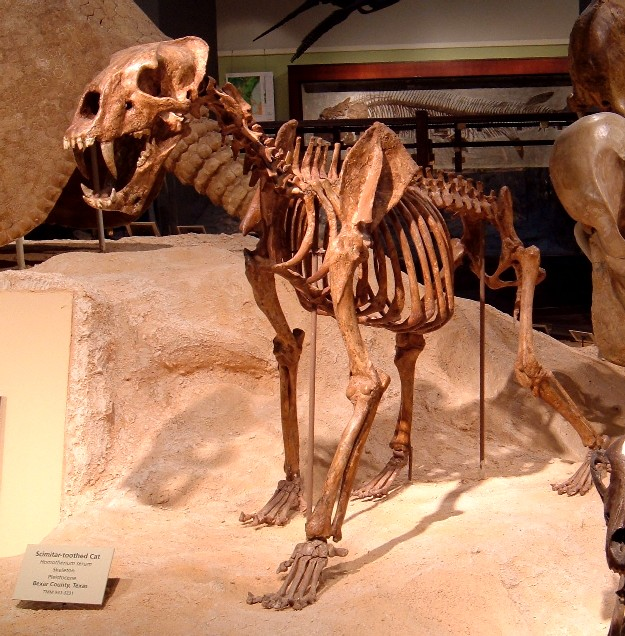
Esquelet dHomotherium

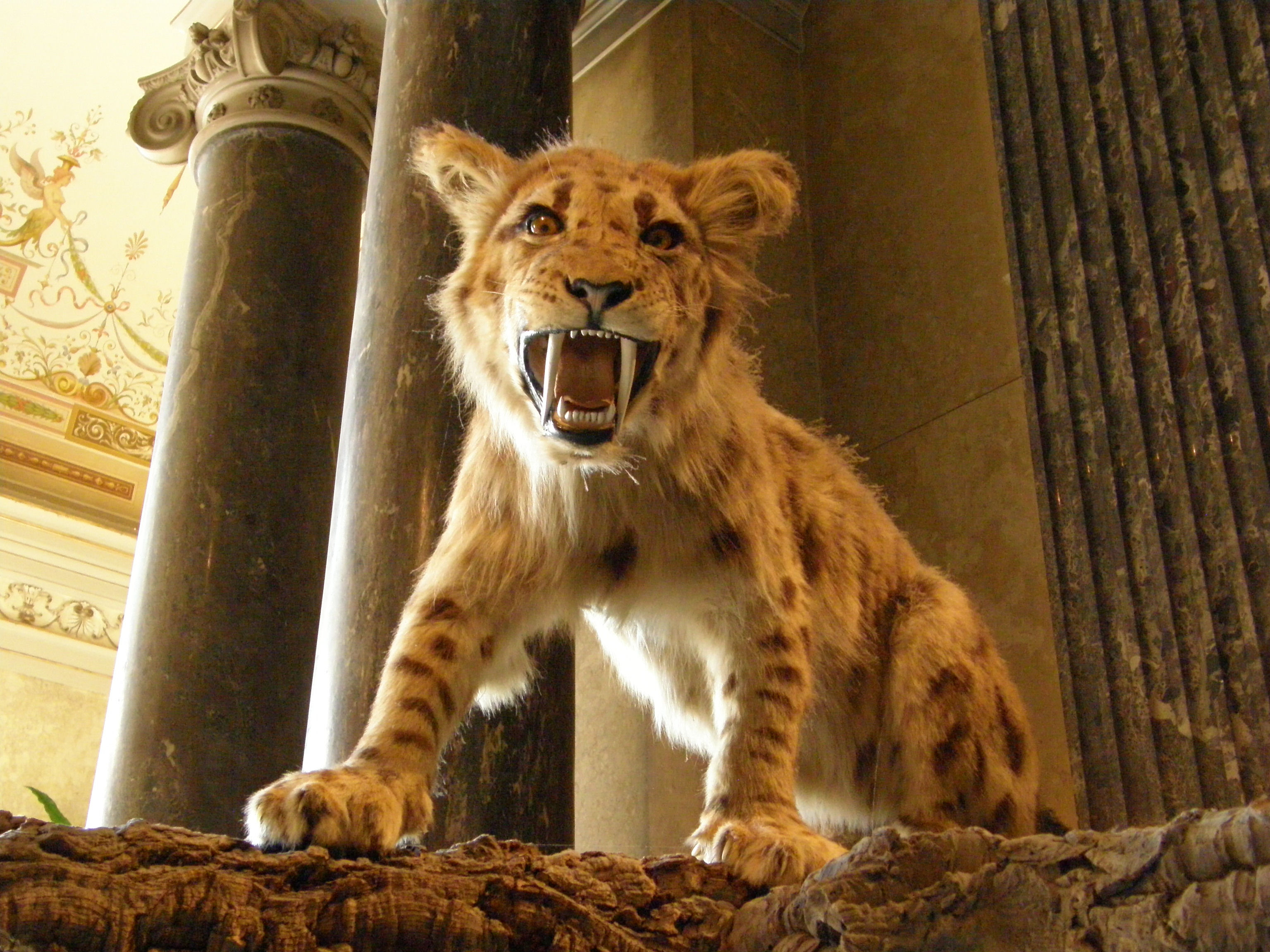
Reconstrucció de Megantereon

- Gènere Hyperailurictis
- Gènere Stenogale
- Subfamília Proailurinae
  - Proailurus
- Subfamília Felinae
  - Abelia
  - Adelphailurus
  - Dinofelis
  - Dolichofelis
  - Jansofelis
  - Metailurus
  - Miracinonyx
  - Nimravides
  - Pikermia
  - Pratifelis
  - Pseudaelurus
  - Sivaelurus
  - Sivapanthera
  - Sivapardus
  - Vishnufelis
- Subfamília Pantherinae
  - Dromopanthera
  - Leontoceryx
  - Schaubia
  - Viretailurus
- Subfamília Machairodontinae
  - Hemimachairodus
  - Homotherium
  - Lokontailurus
  - Machairodus
  - Megantereon
  - Miomachairodus
  - Paramachaerodus
  - Smilodon
  - Xenosmilus

## Classificació filogenètica
La taxonomia dels fèlids és de difícil estudi, ja que els pocs fòssils que ens han arribat són difícils de diferenciar: inclús avui és difícil distingir l'esquelet d'un lleó del d'un tigre. Els treballs de filogènia es giren cap a la genètica, el que permet diferenciar els llinatges evolutius dels fèlids a més de datar el moment de la seva divergència. Els treballs publicats en 2006 per Warren Johnson i Stephen O'Brien es van realitzar sobre trenta gens diferents situats als mitocondris i els cromosomes sexuals. Aquestes investigacions van donar una classificació diferent respecte de la clàssica. Així tenim les següents línies ordenades pel moment cronològic de la seva divergència.
- La línia de les panteres, compren les espècies dels gèneres Panthera, Uncia i Neofelis.
- La línia del gat de Borneo compren els gèneres Pardofelis i Catopuma.
- La línia del caracal compren els gèneres Leptailurus i Caracal.
- La línia dels ocelots, que va aparèixer fa uns 2,9 milions d'anys conté el gènere Leopardus.
- La línia dels linxs compren les espècies del gènere Lynx.
- La línia del Puma compren aquest gènere i Acinonyx.
- La línia del gat lleopard conté els gèneres Prionailurus i Otocolobus.
- La línia del gat domèstic compren el gènere Felis.

Les quatre darreres línies estan més prop entre elles que amb les altres, formant un clade dins de la subfamília Felinae.